# Mane Skerry
Die Mane Skerry (in Argentinien Islote Norte ‚Nordinsel‘) ist eine kleine Insel vor der Fallières-Küste des Grahamlands auf der Antarktischen Halbinsel. Sie liegt im Zentrum der Lystad Bay von Horseshoe Island.
Der Falkland Islands Dependencies Survey benannte sie zwischen 1955 und 1957 in Anlehnung an die Benennung der benachbarten Mite Skerry. Beider Namen leitet sich von einem Rechtschreibfehler des englischen „[with] might and main“ (deutsch „[mit] aller Gewalt“) ab.